# Roman Osin
Pour les articles homonymes, voir Osin.
Roman Osin, né en 1961 à Leipzig (Allemagne de l'Est), est un directeur de la photographie britannique d'origine germano-nigériane.

## Filmographie
- 1992 : Ta heria tis giagias
- 1995 : No Turn Left Unstoned
- 1996 : I vaftisi
- 1996 : Wild West
- 1997 : The Sheep Thief
- 1999 : Preserve
- 2000 : Tales from the Reading Room
- 2001 : Kato apo t' astra
- 2001 : The Warrior
- 2002 : Big Girls Don't Cry
- 2003 : I Am David
- 2004 : Mickybo and Me
- 2005 : Orgueil et Préjugés
- 2006 : The Return
- 2007 : Far North
- 2007 : Le Merveilleux Magasin de Mr Magorium
- 2008 : My World
- 2008 : Trancity
- 2010 : Neds
- 2011 : Die Sterntaler
- 2012 : De leurs propres ailes (Won't Back Down)
- 2013 : Lizzie
- 2013 : Perfectly Fine
- 2014 : Le Labyrinthe du silence
- 2014 : The Games Maker
- 2015 : The Rezort
- 2016 : The Jane Doe Identity
- 2016 : Trahisons
- 2017 : Eltern und andere Wahrheiten
- 2018 : Mortal
- 2019 : Scary Stories (Scary Stories to Tell in the Dark) d'André Øvredal
- 2020 : Mortal d'André Øvredal
- 2023 : The Last Voyage of the Demeter d'André Øvredal

## Récompenses et distinctions
- (en) Roman Osin: Awards, sur l'Internet Movie Database